# Cranichideae
Tribu
Les Cranichideae sont une tribu de plantes à fleurs de la famille des Orchidaceae (Orchidées) et de la sous-famille des Orchidoideae. Le genre type est Cranichis.

## Liste des sous-tribus
Selon BioLib (7 mai 2023) :
- sous-tribu des Achlydosinae M.A. Clem. & D.L. Jones
- sous-tribu des Cranichidinae Lindl.
- sous-tribu des Galeottiellinae Salazar & M.W. Chase
- sous-tribu des Goodyerinae Klotzsch
- sous-tribu des Manniellineae Rchb.f.
- sous-tribu des Pterostylidinae Pfitzer
- sous-tribu des Spiranthinae Lindl.

## Publication originale
- Lindl. ex Meisn., Nomencl. Bot. 1(2): 901. (1873).